# Serie A (Italia) 1987-88
La Serie A 1987–88 fue la 86.ª edición del campeonato de fútbol de más alto nivel en Italia y la 56.ª bajo el formato de grupo único. Milan ganó su 11° scudetto.

## Equipos participantes
| Equipo         | Ciudad        | Estadio               |
| -------------- | ------------- | --------------------- |
| Ascoli         | Ascoli Piceno | Cino e Lillo Del Duca |
| Avellino       | Avellino      | Partenio              |
| Cesena         | Cesena        | Dino Manuzzi          |
| Como           | Como          | Giuseppe Sinigaglia   |
| Empoli         | Empoli        | Carlo Castellani      |
| Fiorentina     | Florencia     | Comunale de Florencia |
| Internazionale | Milán         | Giuseppe Meazza       |
| Juventus       | Turín         | Comunale de Turín     |
| Milan          | Milán         | San Siro              |
| Napoli         | Nápoles       | San Paolo             |
| Pescara        | Pescara       | Adriatico             |
| Pisa           | Pisa          | Arena Garibaldi       |
| Roma           | Roma          | Olímpico de Roma      |
| Sampdoria      | Génova        | Luigi Ferraris        |
| Torino         | Turín         | Comunale de Turín     |
| Verona         | Verona        | Marcantonio Bentegodi |

## Clasificación
| Pos. | Equipo         | Pts. | PJ | G  | E  | P  | GF | GC | Dif. | Clasificación                                |
| ---- | -------------- | ---- | -- | -- | -- | -- | -- | -- | ---- | -------------------------------------------- |
| 1    | Milan (C)      | 45   | 30 | 17 | 11 | 2  | 43 | 14 | +29  | Clasificado a la Copa de Campeones de Europa |
| 2    | Napoli         | 42   | 30 | 18 | 6  | 6  | 55 | 27 | +28  | Clasificado a la Copa de la UEFA             |
| 3    | Roma           | 38   | 30 | 15 | 8  | 7  | 39 | 26 | +13  | Clasificado a la Copa de la UEFA             |
| 4    | Sampdoria      | 37   | 30 | 13 | 11 | 6  | 41 | 30 | +11  | Clasificado a la Recopa de Europa            |
| 5    | Internazionale | 32   | 30 | 11 | 10 | 9  | 42 | 35 | +7   | Clasificado a la Copa de la UEFA             |
| 6    | Juventus       | 31   | 30 | 11 | 9  | 10 | 35 | 30 | +5   | Clasificado a la Copa de la UEFA             |
| 7    | Torino         | 31   | 30 | 8  | 15 | 7  | 33 | 30 | +3   |                                              |
| 8    | Fiorentina     | 28   | 30 | 9  | 10 | 11 | 29 | 33 | −4   |                                              |
| 9    | Cesena         | 26   | 30 | 7  | 12 | 11 | 23 | 32 | −9   |                                              |
| 10   | Verona         | 25   | 30 | 7  | 11 | 12 | 23 | 30 | −7   |                                              |
| 11   | Como           | 25   | 30 | 6  | 13 | 11 | 22 | 37 | −15  |                                              |
| 12   | Ascoli         | 24   | 30 | 6  | 12 | 12 | 30 | 37 | −7   |                                              |
| 13   | Pisa           | 24   | 30 | 6  | 12 | 12 | 23 | 30 | −7   |                                              |
| 14   | Pescara        | 24   | 30 | 8  | 8  | 14 | 27 | 44 | −17  |                                              |
| 15   | Avellino (D)   | 23   | 30 | 5  | 13 | 12 | 19 | 39 | −20  | Descenso a Serie B                           |
| 16   | Empoli (D)     | 20   | 30 | 6  | 13 | 11 | 20 | 30 | −10  | Descenso a Serie B                           |

 Fuente: BDFutbol
Notas:
1. ↑  La Juventus se clasificó a la Copa UEFA después del desempate por el sexto lugar ante el Torino, tras el 0-0 en la prórroga, Juventus ganó 4-2 por penales.
2. ↑  Para el inicio de la temporada el Empoli fue penalizado con cinco puntos menos por no cumplir con sus obligaciones financieras.

|            |
| Campeón    |
| AC Milan   |
| 11º título |

## Resultados
| Local \ Visitante | ASC | AVE | CES | COM | EMP | FIO | INT | JUV | MIL | NAP | PES | PIS | ROM | SAM | TOR | VER |
| ----------------- | --- | --- | --- | --- | --- | --- | --- | --- | --- | --- | --- | --- | --- | --- | --- | --- |
| Ascoli            | —   | 2–0 | 0–0 | 0–0 | 2–0 | 3–0 | 2–1 | 1–1 | 1–1 | 1–3 | 2–1 | 2–2 | 1–1 | 1–1 | 3–0 | 1–1 |
| Avellino          | 1–1 | —   | 1–1 | 1–1 | 1–0 | 1–1 | 1–3 | 1–0 | 0–0 | 0–1 | 1–1 | 1–0 | 2–3 | 1–2 | 2–1 | 1–0 |
| Cesena            | 1–0 | 1–1 | —   | 3–0 | 1–1 | 1–0 | 2–2 | 0–0 | 0–0 | 0–1 | 0–1 | 1–1 | 0–0 | 2–0 | 0–0 | 1–0 |
| Como              | 3–1 | 0–0 | 2–0 | —   | 3–2 | 1–0 | 1–2 | 1–1 | 1–1 | 0–0 | 2–1 | 0–0 | 0–1 | 0–1 | 0–0 | 1–1 |
| Empoli            | 2–0 | 0–0 | 2–2 | 1–1 | —   | 0–0 | 1–1 | 1–0 | 0–0 | 0–0 | 3–2 | 0–1 | 2–1 | 2–2 | 0–0 | 1–0 |
| Fiorentina        | 1–0 | 2–1 | 3–1 | 1–1 | 0–0 | —   | 1–2 | 1–1 | 1–1 | 3–2 | 4–0 | 0–0 | 1–0 | 1–1 | 1–0 | 0–0 |
| Internazionale    | 2–2 | 1–1 | 2–0 | 1–0 | 2–0 | 3–0 | —   | 2–1 | 0–1 | 1–1 | 0–2 | 2–1 | 4–2 | 3–1 | 0–1 | 1–1 |
| Juventus          | 1–0 | 3–0 | 0–2 | 1–0 | 4–0 | 1–2 | 1–0 | —   | 0–1 | 3–1 | 3–1 | 2–1 | 1–0 | 1–1 | 2–1 | 0–0 |
| Milan             | 2–0 | 3–0 | 3–0 | 5–0 | 1–0 | 0–2 | 2–0 | 0–0 | —   | 4–1 | 2–0 | 1–0 | 0–2 | 2–1 | 0–0 | 0–0 |
| Napoli            | 2–1 | 4–0 | 2–0 | 3–0 | 2–1 | 4–0 | 1–0 | 2–1 | 2–3 | —   | 6–0 | 2–1 | 1–2 | 1–2 | 3–1 | 4–1 |
| Pescara           | 0–0 | 2–0 | 1–0 | 2–0 | 0–0 | 1–1 | 1–1 | 2–0 | 0–2 | 0–1 | —   | 2–1 | 0–0 | 0–0 | 2–2 | 3–0 |
| Pisa              | 1–1 | 0–0 | 1–0 | 1–1 | 0–0 | 2–1 | 2–1 | 1–2 | 1–3 | 0–2 | 2–0 | —   | 1–1 | 0–1 | 2–0 | 0–0 |
| Roma              | 3–0 | 0–0 | 2–0 | 3–1 | 1–0 | 2–1 | 3–2 | 2–0 | 0–2 | 1–1 | 5–1 | 1–0 | —   | 0–2 | 1–1 | 1–0 |
| Sampdoria         | 2–0 | 2–0 | 4–1 | 3–0 | 2–0 | 1–0 | 1–1 | 2–2 | 1–1 | 0–1 | 2–1 | 0–0 | 0–0 | —   | 1–1 | 3–1 |
| Torino            | 2–1 | 0–0 | 2–2 | 1–1 | 0–1 | 2–1 | 1–1 | 2–2 | 1–1 | 0–0 | 2–0 | 3–1 | 2–0 | 4–1 | —   | 1–1 |
| Verona            | 2–1 | 4–1 | 0–1 | 0–1 | 1–0 | 1–0 | 1–1 | 2–1 | 0–1 | 1–1 | 2–0 | 0–0 | 0–1 | 3–1 | 0–2 | —   |